# Hawker Siddeley HS 780 Andover
El Hawker Siddeley Andover (HS 780) es un avión militar de transporte impulsado por dos motores turbohélice producido por la Hawker Siddeley para la Royal Air Force desarrollado a partir de diseño del avión de línea Avro 748. Fue bautizado en honor del Avro Andover, un biplano de transporte usado para evacuación médica entre las guerras, y la base de la RAF Andover, donde se ejecutaron parcialmente las pruebas del avión.

## Diseño y Desarrollo
El HS Andover tiene un buen desempeño en campo corto. Fue pensado para entrega de la carga y evacuar de víctimas en un escenario de guerra europeo. La Real Fuerza Aérea ordenó 31 aviones y estos se entregaron como Andover C.1. Los tipos subsecuentes de la RAF son el transporte Andover CC.2 VIP y el Andover E.3 aeronave de calibración electrónica.

## Historia Operacional
El Andover C.1 fue volado por primera vez el 9 de julio de 1965. Los cuatro primeros ejemplares fueron trasladados a la base de la RAF de Boscombe Down para las pruebas de aceptación de ese año. El contrato total de 31 aviones fueron entregados y desplegados a escuadrones de transporte de comandos. Estos fueron del 46.º Escuadrón de la RAF en la base RAF Abingdon, 52 Escuadrón de la RAF en Seletar (Extremo Oriente) y el 84 Escuadrón de la RAF en Sharjah (Oriente Medio). 
Hubo un segundo pedido de seis aviones que fueron designados CC2 y estos fueron inicialmente al Escuadrón No.21 de la RAF en Khormaksar. Luego de seis meses el Escuadrón fue disuelto y los aviones fueron destinados al Escuadrón No.32 de la RAF en Northolt, designado como Escuadrón de Comunicaciones Metropolitana. Los aviones sirvieron con el Escuadrón No.32 por más de 18 años, incluso pasaron algún tiempo en comisión de servicio en la base RAF de Bruggen (Alemania). 
Tres Andovers de la RAF siguen volando, un C.1 con la 'Escuela de pilotos de pruebas del Imperio' y un C.1 en 'Heavy Aircraft Test Squadron' del 'Joint Test and Evaluation Group'. El avión restante es un C.1 convertido para reconocimiento fotográfico, el Andover C.1(PR), número de serie XS596. Este fue diseñado en virtud del 'Tratado de Cielos Abiertos'. Los tres se basan en la base Boscombe Down. 
La Real Fuerza Aérea de Nueva Zelanda operó 10 aviones, adquiridos mientras todavía eran relativamente nuevos en 1976. Estos vieron servicio con las misiones de las Naciones Unidas en Somalia y en la frontera entre Irán e Irak, y en la labor de socorro en casos de desastre en el Pacífico. El tipo fue retirado del servicio en 1998. La principal dificultad con su operación en Nueva Zelanda fue su limitado rango - 1000 millas (1900 km) del Océano Pacífico separan a Nueva Zelandia de sus vecinos más cercanos.

## Variantes
- Andover C.1
  - Primera serie de producción para la RAF, 31 aviones fueron construidos.
- Andover C.1(PR)
  - Un avión C1 fue convertido para deberes de Reconocimiento Fotográficos.
- Andover CC.2
  - No es una variante de transporte Andover sino una versión de transporte VIP del HS 748.
- Andover E.3
  - Seis aviones C.1 fueron convertidos para calibración de radio ayudas.

- Datos: Q3128763
- Multimedia: Hawker Siddeley Andover / Q3128763